# Pian digital

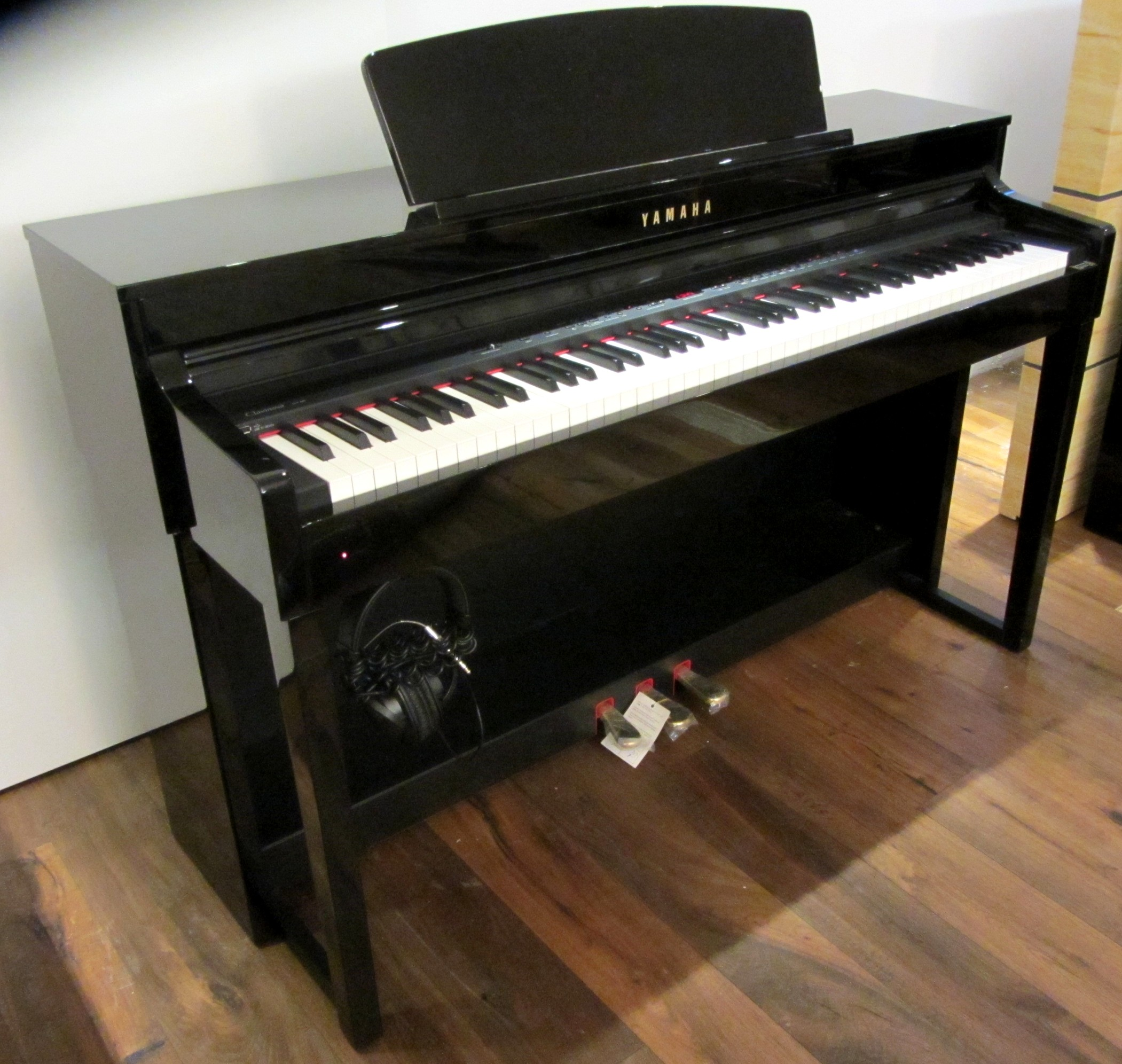
Un pian digital modern Yamaha Clavinova CLP-470PE

Pianul digital este un instrument muzical în totalitate electronic, creat cu scopul de a reproduce cât mai fidel sunetul și atingerea clapelor unui pian acustic tradițional.
Reprezintă un compromis între pianele reale și instrumentele electronice cu taste, care în mod normal au posibilități foarte diferite de posibilitățile expresive și de lumea artistică a pianului. De dimensiuni mult mai reduse decât omologul tradițional, pianul digital este indicat în special persoanelor care călătoresc frecvent și celora care doresc folosirea căștilor. Neavând nevoie de acordare, este ales de multe ori pentru folosirea în localități izolate. Ieșirea MIDI permite conexiunea pianelor digitale cu alte instrumente muzicale sau și cu un computer.

## Funcționare
Primele piane digitale erau în realitate „cititori de eșantioane”: în centrul sistemului se afla un generator de sunet capabil să citească din propria memorie înregistrările audio digitale ale fiecărei note și să le reproducă în momentul apăsării tastei respective, cu amplitudinea proporțională cu viteza de apăsare a tastei. 
Pianele digitale moderne sunt mult mai complexe: chiar dacă și acum emularea pianului acustic este obținută plecând de la o bază de date cu eșantioane, generarea timbrului se bazează pe modele fizice ale ciocănelelor și corzilor, pe amortizarea sunetului corzii, rezonanța simpatetică a corzilor libere când este apăsată pedala de susținere, pe schimbarea conținutului armonic la reapăsarea tastelor etc. 
Instrumentul astfel conceput nu mai este un simplu reproducător sau generator  al unor note, ci un sistem capabil să reconstruiască (să regenereze) o senzație acustică complexă; față de un instrument electronic de generație veche, ce-și genera sunetul plecând de la forme elementare sau de la eșantioane înregistrate, îmbogățindu-le succesiv cu efecte, pianul digital cu modele fizice a fost dezvoltat analizând toate componentele mecanice ale pianelor tradiționale, implicate în producerea sunetului. 
Numărul maxim de note ce pot fi produse simultan ține de domeniul polifoniei. La pianele digitale trebuie făcută diferența dintre polifonia reală și cea teoretică. La primele modele, ce utilizau eșantioane mono, polifonia reală și cea teoretică coincideau. Azi se preferă eșantionarea stereo, adică cu două eșantioane distincte și sincronizate pentru canalul auditiv drept și stâng. În acest caz, fiecărei note cântate îi corespunde execuția a două eșantioane, și deci polifonia reală e jumătate din cea teoretică. 

## Caracteristici
În marea majoritate a cazurilor, memoria internă („wavetable”, tabela cu unde sonore) a pianelor digitale conține puține eșantioane pentru fiecare notă, corespunzând la patru nivele diferite ale dinamicii (de exemplu: „pianissimo”, „piano”, „mezzo forte” și „forte”). 
De la aceste patru eșantioane se obțin, prin intermediul unui proces de interpolare, cele 128 de nivele diferite de dinamica prevăzute de sistemul MIDI. Unui număr mai mare de eșantioane îi corespunde o mai mare fidelitate a sunetului generat.
Eforturile producătorilor se concentrează pe mărirea capacității memoriei interne (pentru a avea eșantioane de o mai bună calitate) și pe mărirea numărului vocilor polifonice. Un număr mai mare de voci polifonice face posibilă o folosire naturală a pedalei drepte, ce prevede rezonanța tuturor corzilor. În plus, o valoare înaltă a polifoniei permite adoptatea unor eșantioane stereofonice (fiecare eșantion are nevoie de două voci polifonice) și o reproducere acustică mult mai realistă. 
Pe lângă ieșirile MIDI prezente la aceste instrument, mai există și ieșirea pentru carduri de memorie, o mufă pentru căști, o ieșire dublă pentru cablurile pentru amplificatoare și o altă ieșire, prezentă numai la unele modele, pentru a conecta la orgă și o pedală ce amplifică sunetul și-l face continuu, creându-se astfel aceeași amplificare ca și aceea a pianului acustic. 

## Tastatura
Pianul digital are o claviatură cu taste ponderate, a căror funcționare imită mecanica unui pian acustic tradițional. Modelele mai simple utilizează taste din material plastic și un sistem de arcuri ce încearcă să imite răspunsul dinamic al tastelor cu ciocănele, cu rezultate nu mereu pe măsura cerințelor. Modelele mai avansate au taste din lemn și o mecanica cu ciocănele în miniatură, dar în timp ce la pianul acustic ciocănelele lovesc corzile pentru a produce sunetul, la pianul digital ciocănelele servesc numai pentru a simula greutatea și inerția naturală a tastelor pianului acustic.
În plus, instrumentele cele mai sofisticate au introdus folosirea fildeșului sintetic ce dă tastelor o porozitate aparte, amintind de tastele celor mai nobile piane de concert.
Totuși, chiar dacă modelele avansate dau rezultate respectabile, majoritata pianiștilor consideră că senzația delicată și subtilă  oferită de tastele unui pian adevărat este inegalabilă.

## Sistemul de amplificare
Adevărata performanță a unui pian digital în emularea unuia acustic se concretizează în faza finală a generării sunetului, în sistemul de amplificare și difuzare.
Un pian tradițional (vertical sau cu coadă) are anumite particularități în producerea și difuzarea sunetului, fapt ce-l transformă într-un instrument realmente dificil de emulat cu fidelitate. Într-un pian acustic fiecare componentă are un rol în producerea sunetului, fiecare coardă este un amplificator, iar placa de rezonanță contribuie la vibrarea tuturor componentelor (corzi libere, ciocănele etc.). Aceste fenomene creează o propagare a sunetului imposibil de reprodus cu numai două difuzoare stereo. Mulți producători (mai ales la cele mai importante modele de piane cu coadă) se folosesc de soluții tehnice ingenioase pentru a crea efecte de multiamplificare, întârziere și poziționare privilegiată a sunetului.
Amplificarea este un element crucial numai dacă execuția este live, cu public. Pentru execuțiile destinate întregistrării considerațiile existente sunt aproape opuse, astfel, în foarte multe producții de nivel scăzut sau mediu se preferă înregistrarea unui pian digital în locul unuia acustic (deoarece acesta din urmă trebuie să fie de bună calitate, perfect acordat, cântat fără posibilitate ulterioară de editare MIDI etc.). 
Prezența unui sistem integrat de amplificare a sunetului permite producătorilor și inserarea (la modelele din sectorul mediu - înalt) intrării de microfon prin intermediul căreia este posibilă și amplificarea vocii unui eventual solist sau a semnalului unei chitare acustice; semnalul mixat poate fi capturat de către ieșirea de linie a unui pian digital și introdus într-un simplu sistem de înregistrare. 
Și din acest motiv pianele digitale cu generatoare elementare sau cu eșantioane (deci modelele precedente tehnologiei modelelor fizice) sunt dotate cu efecte capabile să proceseze semnalul intern în semnal auxiliar cu ajutorul unor algoritme matematice ce produc sunetul în reverb, ecou, flanger, chorus etc. 
În ultimul timp s-au făcut progrese enorme în domeniul amplificării pianelor digitale. Acum sunt produse și piane digitale cu coadă, cu scopul unei amplificări mai bune și mai naturale, pe lângă aspectul estetic îmbunătățit.

## Producători
Printre cei mai renumiți producători de piane digitale se numără companiile Casio, Yamaha și Kawai.